# Armstrongita
L'armstrongita és un mineral de la classe dels silicats. Rep el seu nom de Neil Armstrong (1930-2012), astronauta nord-americà que va trepitjar la Lluna.

## Característiques
L'armstrongita és un silicat de calci i zirconi, de fórmula química CaZr(Si₆O₁₅)(H₂O)₂. Cristal·litza en el sistema monoclínic. Forma cristalls de fins a 2 centímetres i agregats. Forma macles polisintètiques, per rotació en [100]. La seva duresa a l'escala de Mohs és 4,5.
Segons la classificació de Nickel-Strunz, l'armstrongita pertany a «09.EA: Fil·losilicats, amb xarxes senzilles de tetraèdres amb 4-, 5-, (6-), i 8-enllaços» juntament amb els següents minerals: cuprorivaita, gillespita, effenbergerita, wesselsita, ekanita, apofil·lita-(KF), apofil·lita-(KOH), apofil·lita-(NaF), magadiita, dalyita, davanita, sazhinita-(Ce), sazhinita-(La), okenita, nekoïta, cavansita, pentagonita, penkvilksita, tumchaïta, nabesita, ajoïta, zeravshanita, bussyita-(Ce) i plumbofil·lita.

## Formació i jaciments
Es troba en pegmatites de granit alcalines, en el contacte entre el granit arfvedsonita amb xenòlits de roques volcàniques fèlsiques. Sol trobar-se associada a altres minerals com: quars, microclina, albita, aegirina, arfvedsonita, monacita, synchesita, titanita i d'altres titanosilicats. Va ser descoberta l'any 1973 a la pegmatita de Dorozhnyi, al massís Khan Bogdo (Desert de Gobi, Mongòlia). També a Mongòlia se n'ha trobat a Hovd Aimag, al massís de l'Altai. L'armstrongita també es troba a Dubbo (Nova Gal·les del Sud, Austràlia) i al Quebec.